# Kay Bernstein

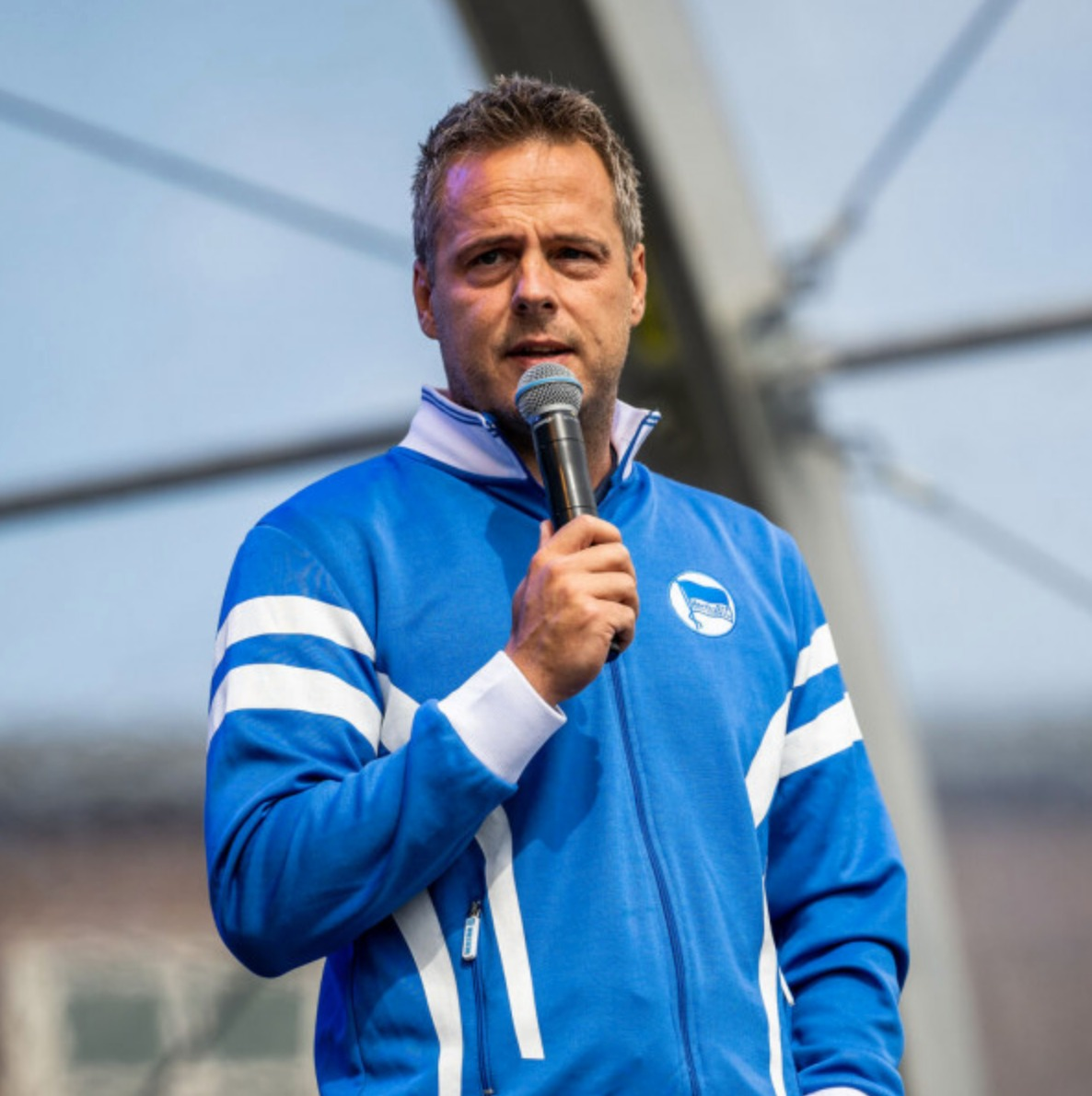
Kay Bernstein (2022)

Kay Bernstein (* 8. September 1980 in Marienberg; † 16. Januar 2024 in Hoppegarten) war ein deutscher Fußballfunktionär und Unternehmer. Er war von Juni 2022 bis zu seinem Tod Präsident von Hertha BSC.

## Leben

### Beruflicher Werdegang
Geboren im sächsischen Erzgebirge, wuchs Bernstein zunächst in Dresden und ab 1988 in Berlin-Marzahn auf. Ab 1998 machte er eine Ausbildung zum Elektroinstallateur und arbeitete später als Industriemechaniker für Maschinen- und Systemtechnik. 2004 begann er ein Volontariat bei Radio Energy. Dort blieb er bis 2010; die letzten Jahre hiervon als Eventmanager. Im Mai 2010 machte er sich im Eventbereich selbstständig.

### Hertha BSC
Ab Anfang der 1990er-Jahre war Bernstein Anhänger von Hertha BSC. Im Jahr 1998 gründete er die Ultragruppe Harlekins Berlin mit, bei der er zeitweise als Capo agierte und viele Fan-Initiativen mitgründete. Zeitweise war er mit Stadionverbot belegt. In den letzten Jahren war er eher auf der Haupttribüne zu finden.
Nach Unruhen im Verein wegen schlechter Saisonleistungen – in der Bundesliga-Saison 2021/22 wurde ein Abstieg im letzten Relegationsspiel gegen den Hamburger SV gerade noch verhindert – trat der langjährige Präsident Werner Gegenbauer zurück. Auf der Mitgliederversammlung am 26. Juni 2022 wurde Bernstein „überraschend“ mit 1670 Stimmen gegen den favorisierten CDU-Politiker und Präsidenten der Füchse Berlin, Frank Steffel (1280 Stimmen) und einen weiteren Mitbewerber (26 Stimmen) zum Präsidenten gewählt. In dieser Position warb er für den Berliner Weg, der Hertha wieder als volksnahen und traditionalistischen Verein in der Stadt Berlin etablieren sollte. Vizepräsident Fabian Drescher übernahm nach Bernsteins Tod im Januar 2024 kommissarisch die Nachfolge als Präsident des Vereins.

## Positionen
Bernstein war Vertreter des Fortbestehens der 50+1-Regel und sprach sich gegen ein absolutes Verbot von Pyrotechnik aus. Für letzteres forderte er „eine offene Diskussion um die Machbarkeit unter klar besprochenen Bedingungen.“

## Privates
Bernstein war seit 2023 verheiratet und hatte eine Tochter. Er lebte in Hoppegarten in Brandenburg. Dort starb er unerwartet am 16. Januar 2024 im Alter von 43 Jahren.